# Os hypolunatum
Os hypolunatum is de benaming voor een extra handwortelbeentje, gelegen aan de palmaire zijde van de handwortel, aan de distale radiale hoek van het os lunatum, tussen het os lunatum, os scaphoideum en het os capitatum.
Op röntgenfoto's wordt een os hypolunatum soms onterecht aangemerkt als afwijkend, losliggend botdeel of als fractuur. Vanwege zijn ligging is het onderscheid met een os epilunatum soms moeilijk te maken. Uitsluitsel kan dan worden verkregen door in twee richtingen röntgenfoto's te vervaardigen, om te zien of het accessoire botje dorsaal of palmair van het os lunatum gelegen is.

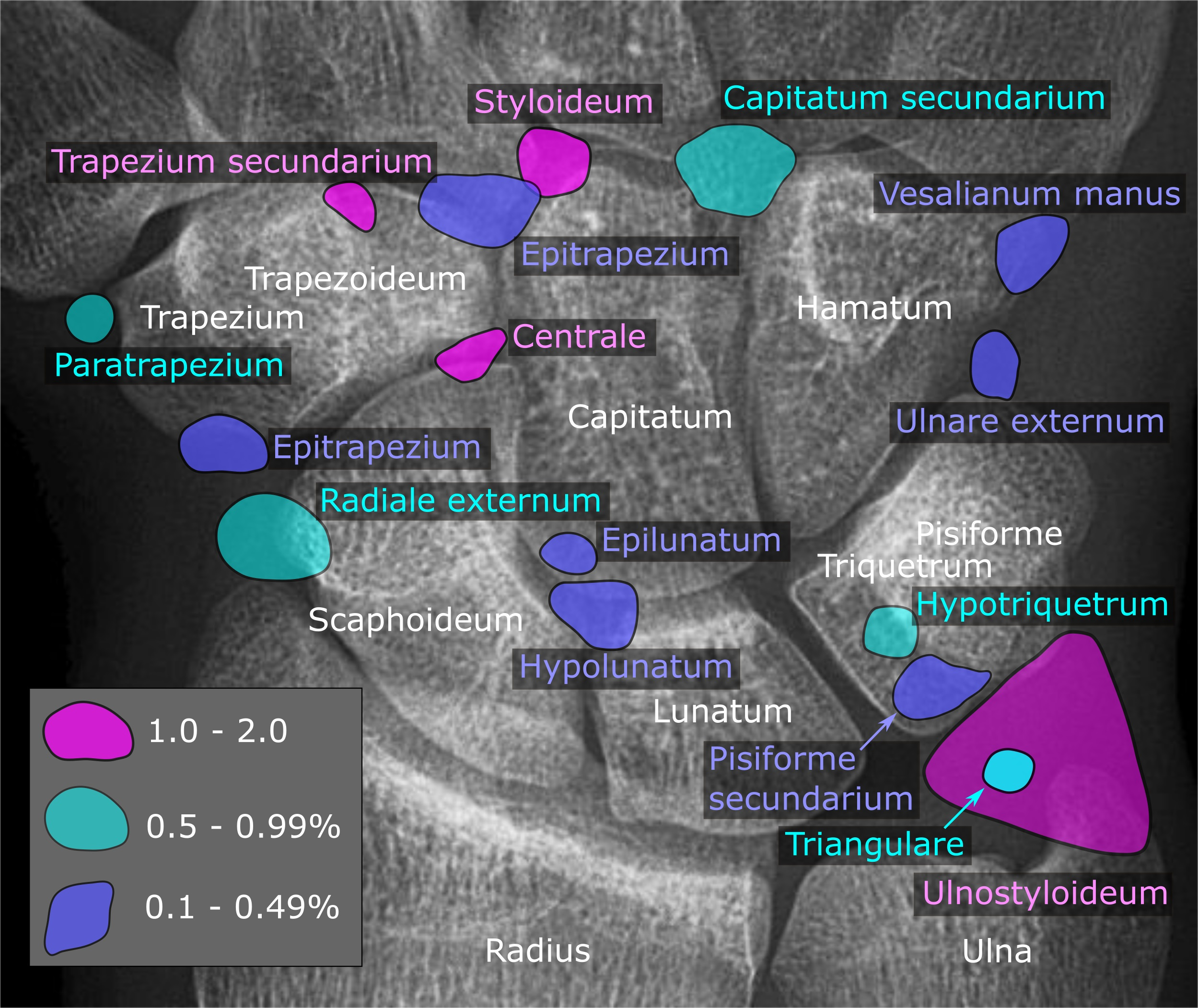
Röntgenfoto van de linker pols, met de extra handwortelbeentjes gekleurd naar hun prevalentie.